# レイランド・ヒッポ
レイランド ヒッポ（Leyland Hippo ）は、レイランドが製造した6x4軸駆動、積載量10トンクラスの汎用カーゴトラックである。1929年に販売が開始され、第二次世界大戦中はイギリス軍向けの軍用トラックとして生産され、戦後の1969年頃まで約40年間製造され続けた。

## 概要
ヒッポは、1929年よりレイランドによって製造・販売された6x4軸駆動、積載量10トンクラスの貨物トラックである。数度に渡るマイナーチェンジを繰り返し、約40年間生産され続けた。

### 軍用利用
第二次世界大戦初めに、レイランド社はイギリス軍に対し330両のヒッポ Mk.IまたはWSW17として知られている軍仕様に改造されたヒッポの供給を行った。1943年、ノルマンディー上陸作戦の準備の一部として、レイランドは発展型であるレイランド・ヒッポ Mk.IIの設計を開始した。1944年に生産が開始され、約1,000台が第二次世界大戦終結時まで使用されていた。これらは1970年代までイギリス軍に留まった。

## ギャラリー

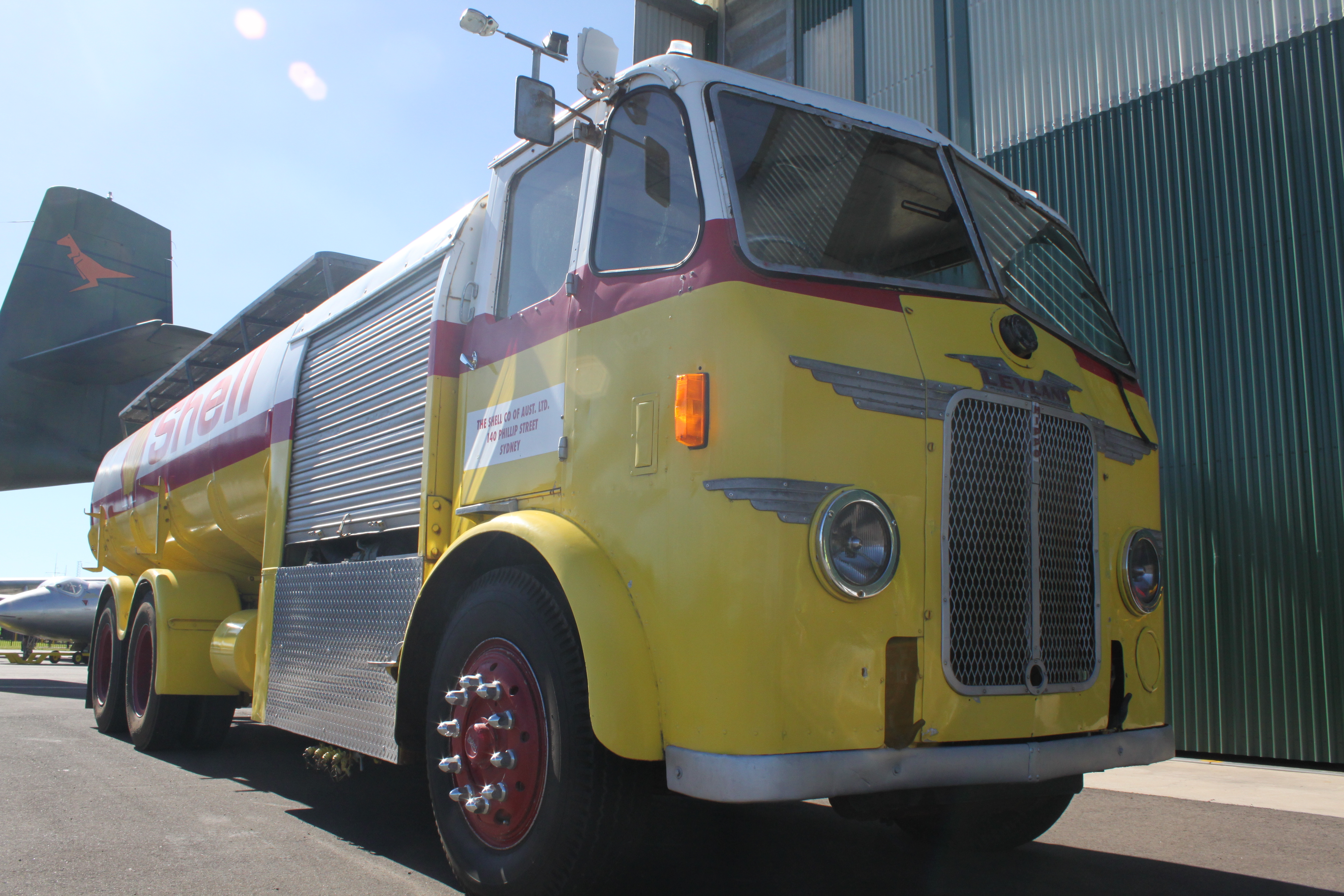
シェル・オーストラリアのヒッポ・タンクローリー型。
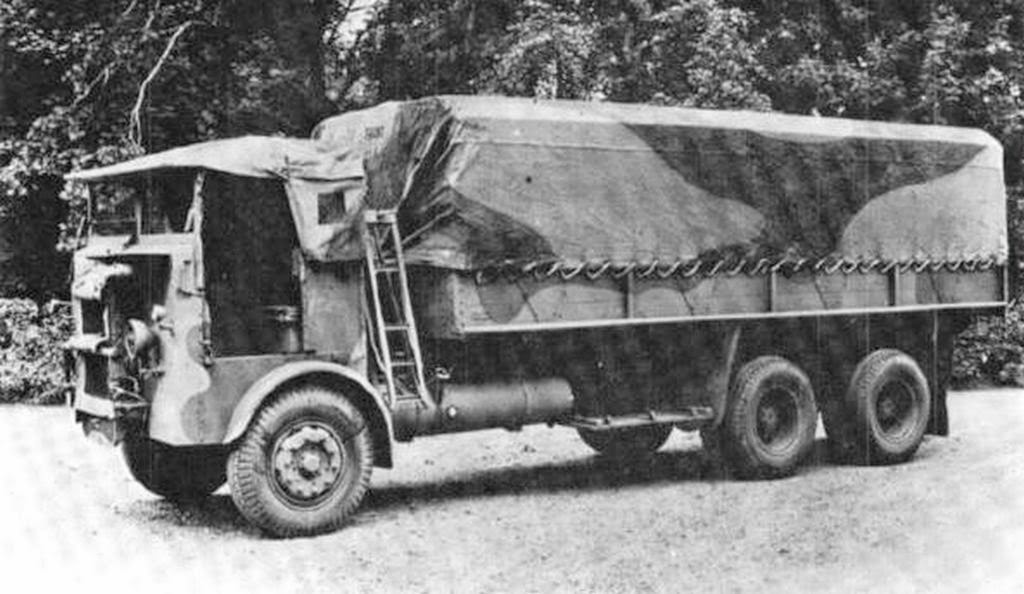
イギリス軍向けのヒッポMk.I、1939年。
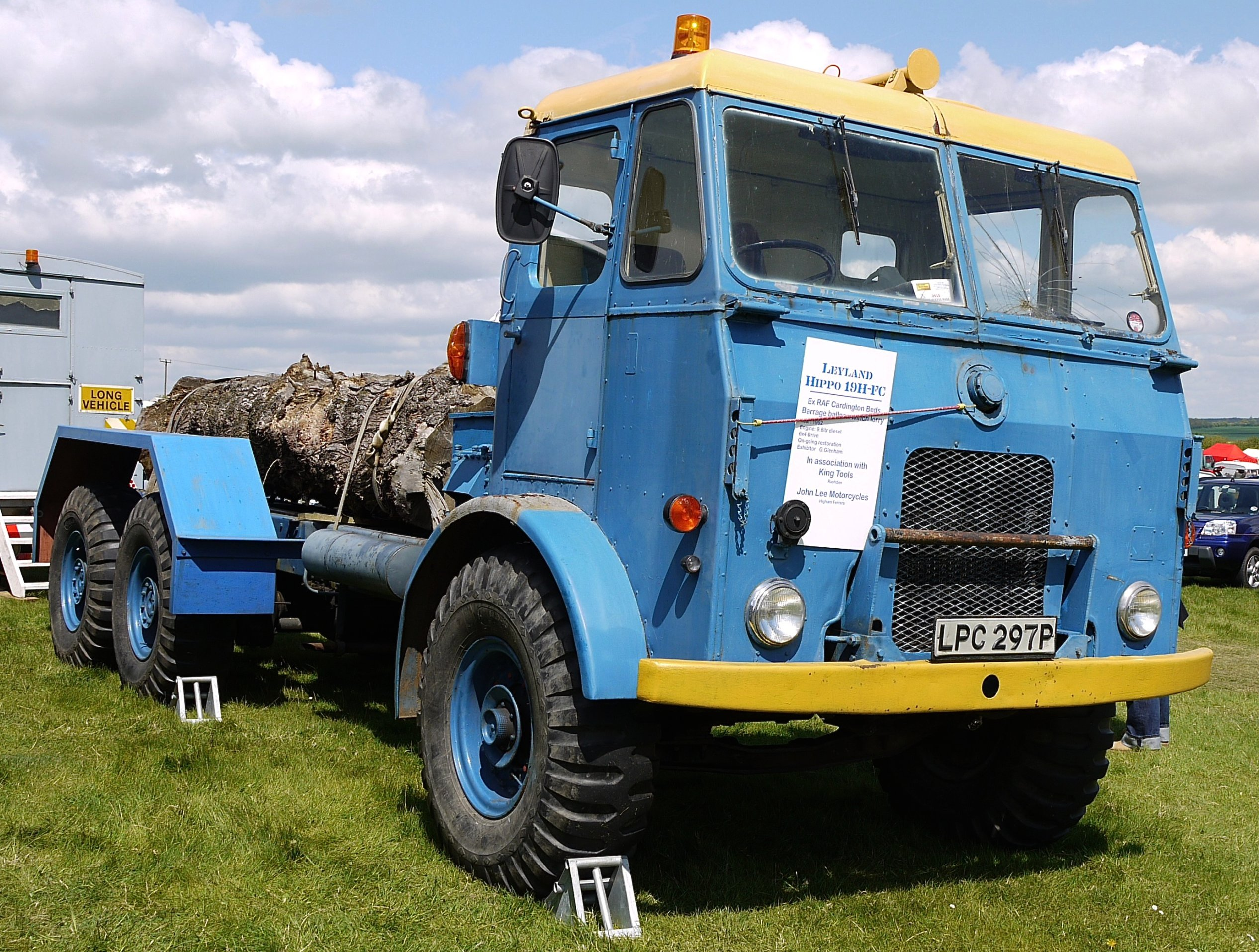
1952年型のヒッポ、木材運搬型。
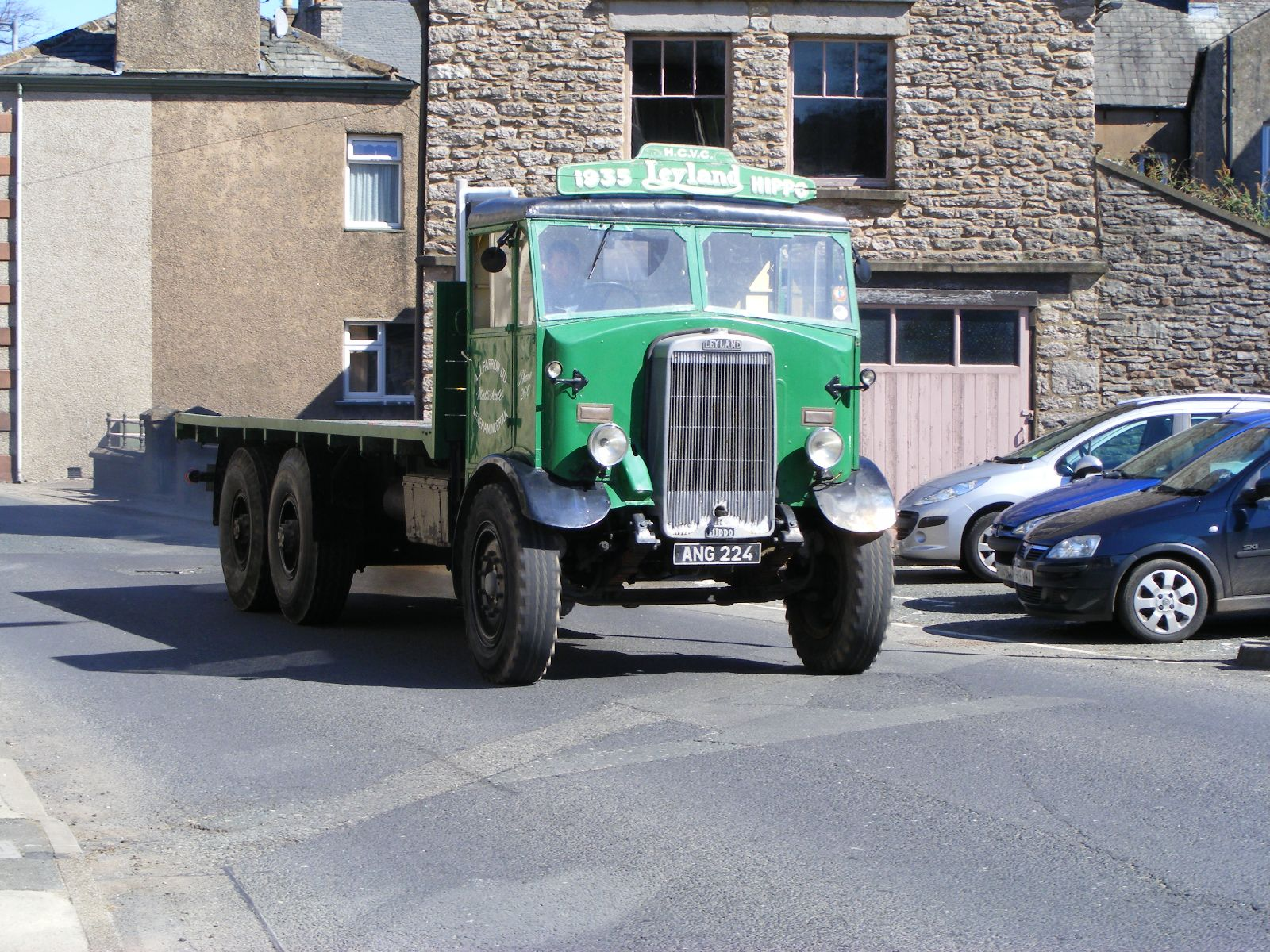
フラットベッドトラック型。